# Cóc lưỡi tròn Tây Ban Nha
Cóc lưỡi tròn Tây Ban Nha (tên tiếng Tây Ban Nha: Sapillo Pintojo Meridional), tên khoa học Discoglossus jeanneae, là một loài ếch thuộc họ Discoglossidae. Đây là loài đặc hữu của Tây Ban Nha.
Môi trường sống tự nhiên của chúng là rừng ôn đới, vùng cây bụi ôn đới, sông ngòi, sông có nước theo mùa, đầm nước, đầm nước ngọt, đầm nước ngọt có nước theo mùa, vùng bờ biển cát, và vùng đồng cỏ.
Chúng hiện đang bị đe dọa vì mất môi trường sống.

## Hình ảnh

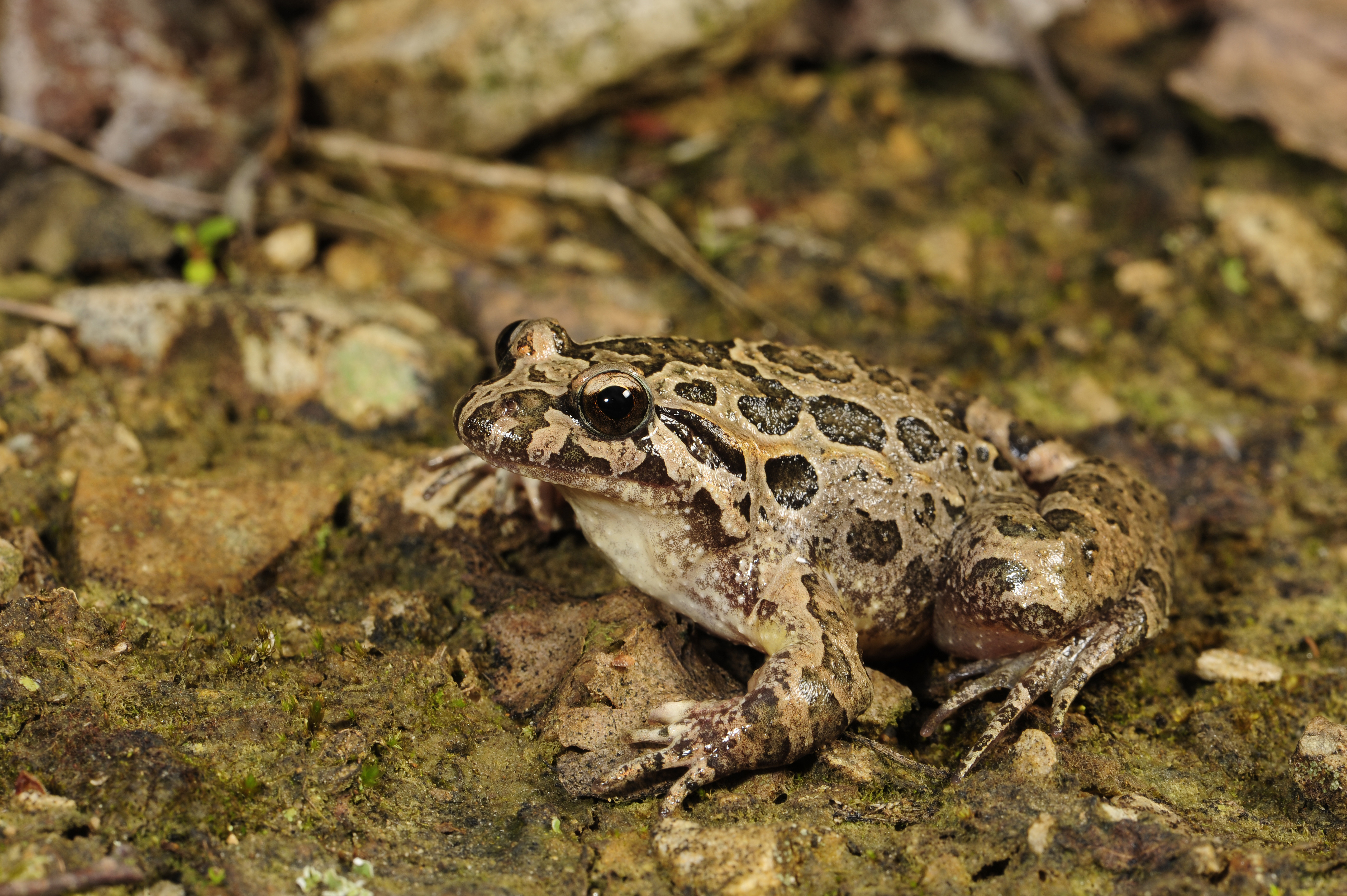
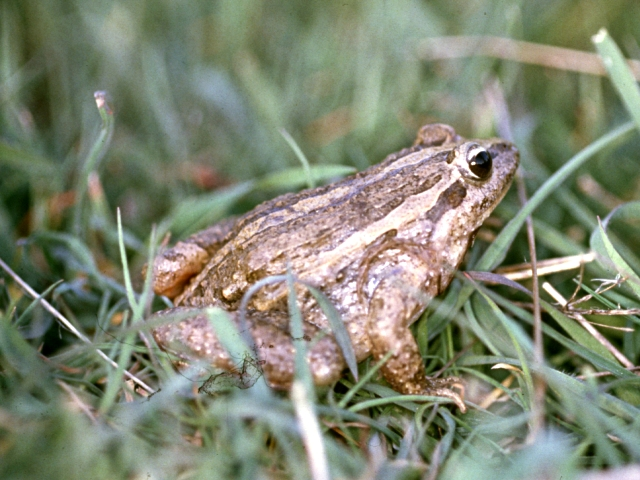